# منظومة الصليب المزدوج

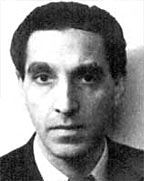
ضابط الحالة MI5 توماس (تومي) هاريس 1942.

منظومة الصليب المزدوج؛ وتعرف أيضاً بمنظومXX  وهي عملية تضليل ومكافحة تجسس قام بها جهاز الأمن البريطاني خلال الحرب العالمية الثانية، وهي أيضاً منظومة مدنية عادةً ما يتم الإشارة إليها بالرمز المختصرMI5 . قُبض على العملاء النازيين في بريطانيا -سواء أكانوا أوفياء أم خائنين- وبعضهم سلموا أنفسهم أو أعلنوا عن أنفسهم ببساطة، وقد استُخدموا من قِبل البريطانيين لبث ونقل أخبار مضللة وكاذبة إلى قادتهم النازيين، وكانت عملياتهم يتم الإشراف عليها بوساطة لجنة العشرين تحت مرأى رئيس اللجنة جون سيسل ماسترمان. جاء اسم اللجنة من الرقم 20 كما يُكتب في التعداد الروماني XX بعبارة أخرى «صليب مزدوج».
كانت سياسة منظومة  MI5خلال الحرب في البداية بغرض مكافحة التجسس، ولكن في وقت لاحق ظهرت إمكانية استخدام المنظومة في غايات تضليلية. بالنسبة للعملاء الألمان، كان من بين عملاء أجهزة الاستخبارات الألمانية، منظمة الدفاع (وكالة استخباراتية) والشرطة الأمنية الألمانية(SD) . قُبض على بعضهم، بينما سلم البعض نفسه للسلطات البريطانية عند وصوله إلى الشواطئ؛ وقُبض على البعض الآخر بعد أن ارتكب أخطاء بسيطة خلال مهمته. بالإضافة إلى هذا، كان بعضهم عملاء خائنين قاموا بخداع الألمان عن طريق بالادعاء بأنهم سوف يتجسسون لحسابهم إن ساعدوهم في الوصول إلى أراضي إنكلترا. في وقت لاحق، أُعطي العملاء تعليمات بالتواصل مع عملاء آخرين (لم يمسكوا بهم بعد)، بدون علم وكالة الاستخبارات، وذلك تحت إمرة البريطانيين. قام جهاز الاستخبارات الألماني بإرسال العملاء عبر الإسقاط المظلي، أو الغواصات، أو السفر عبر الطرق الطبيعية. كان المسار الأخير الأكثر استخداماً، حيث كان العملاء في الغالب ينتحلون صفة لاجئين. بعد انتهاء الحرب، اكتُشف أن كلًا العملاء الذين أرسلتهم ألمانيا إلى بريطانيا قد سلموا أنفسهم أو قُبض عليهم، مع استثناء محتمل لأولئك الذين لربما انتحروا.

## العملاء الأوائل
بدايةً من يوليو عام 1940 وحتى وقت لاحق، عُقد مؤتمر لوكالة الاستخبارات الألمانية في مدينة كيل، حيث تم أُعلن عن حملة تجسس ضد البريطانيين تشمل حشد العملاء لأهداف تخريبية. كان يتم إرسال الجواسيس من أوروبا بطرق متعددة؛ بعضها الهبوط المظلي، أو من الغواصات. بينما دخل آخرون البلاد عن طريق جوازات سفر مزورة أو بوساطة انتحال صفة لاجئ. كان الحس العام في بريطانيا يتكهّن بوجود العديد من الجواسيس الألمان المدربين باحترافية عالية، والذين اندمجوا مع المجتمع برسوخ كبير. كان الخوف من وجود جواسيس منتشرًا في نطاق واسع على أراضي المملكة المتحدة إذ إن تشرشل وضع مصطلح spy-mania (الهوس من الجواسيس) للإشارة إلى الخوف من وجود الجواسيس. لكن الحقيقة هي أنه في الفترة ما بين سبتمبر ونوفمبر من عام 1940، دخل البلاد أقل من 25 عميلًا ألمانيًا، يعود أصل معظمهم إلى أوروبا الشرقية، مدربين بشكل سيئ ومنقادين بدوافع ضعيفة.
لم يكن من الصعب تتبع العملاء الألمان، وقد أصبح الأمر أكثر سهولة حين تم اختراق جهاز التشفير الألماني إينجما، لم تعترض طريق منظومة MI5  -مع التحذير الزائد من تسلل العملاء- أي مشاكل في إمساكهم، في الغالب لجميع العملاء المرسلين من ألمانيا.
نُشرت رسالة عام 1972 جاء فيها أن جون ماسترمان (الذي أصبح فيما بعد رئيس لجنة العشرين) قال في غضون عام 1941 إن «منظومة MI5 دخلت حيز العمل وتقوم بالتحكم بجهاز التجسس الألماني [من المملكة المتحدة]». لم يكن الأمر مجرد تباهٍ فارغ فقد أكدت سجلات بريد الحرب أن لا أحد من عملاء وكالة الاستخبارات الألمانية الذين أُرسلوا إلى بريطانيا قد مر دون أن يُلاحَظ، عدا أولئك الذين انتحروا.
ما إن يُلق القبض على الجواسيس، يودَعون في حماية الملازم أول روبن ستيفنز في المخيم رقم 020 (منزل لانشبير، ريتشموند). بعد ستيفنز، يقوم محقق مشهور بتحليل سجلهم. كان العملاء إما يُخطفون (للسجن أو القتل) أو يُحاكموا، أو تُعرض عليهم فرصة العمل كعميل مزدوج لدى الألمان.
كانت قيادة العملاء المزدوجين الجدد مهمة توماس آرغل روبرتسون (غالباً ما يطلق عليه اسم  Tarنسبة إلى الحروف الأولى من اسمه الكامل)، وهو عميل لمنظومة MI5  ذو شخصية كاريزمية. بصفته إسكتلنديًا لعوبًا، كان لدى روبرتسون القليل من الخبرة مع العملاء المزدوجين. قبيل الحرب كان الضابط المسؤول عن قضية أرثر أوينز (الاسم المستعار له هو سنو). كان من الواضح أن أوينز يتلاعب بالبريطانيين والألمان على حد سواء. وعلى الرغم من ذلك، لم يكن روبرتسون قادراً على كشفه.
قام روبرتسون بإرسال ضابط سابق لدى جهاز البحرية الجوية الملكي RNAS يدعى روبرت ديكتس (الاسم المستعار له هو كيليري) إلى مدينة لشبونة المحايدة عام 1941 كي يقابل مسؤول التجسس الألماني الخاص بأوينز، نيكولاس ريتر من جهاز الاستخبارات الألماني، لدعم النوايا الحسنة لأوينز، لكن أوينز قام بخيانة ديكتس دون علمه لصالح الألمان قبل أن يدخل ديكتس ألمانيا ليتم استجوابه من قِبل خبراء وكالة الاستخبارات الألمانية في هامبوج. على الرغم أن ديكتس كان يريد أن يُجند كعميل ألماني (بينما يواصل إرسال التقارير إلى البريطانيين)، ادعى أوينز أن بقاء ديكتس في ألمانيا يعني أن ولاءه انتقل للألمان. حين عاد كلا العميلين إلى إنكلترا أمضى روبرتسون وفريقه ساعات لا تحصى محاولين برهنة أي من العميلين يقول الحقيقة. في النهاية، اعتُقل أوينز بتهمة تعريض حياة ديكتس للخطر وبسبب الكشف عن المعلومات الهامة التي كان يتحكم بها جهاز إرسال الراديو الألماني بوساطة  .MI5

## مناهج سير العملية
كانت الطريقة الرئيسية التي استخدمها العملاء للتواصل مع مديريهم الكتابة السرية. كانت الرسائل تُعترض من قِبل مسؤولي رقابة البريد وبعض العملاء الذين أُلقي القبض عليهم حينها. لاحقاً خلال الحرب، كان يتم تقديم الأجهزة اللا سلكية من قِبل الألمان. في نهاية المطاف، تم تسهيل عمليات الإرسال المزعومة من عميل مزدوج عن طريق نقل مجموعة التشغيل العميلة إلى المقر الرئيسي لمنظومة على الجانب البريطاني، كان الصراع ضد وكالة الاستخبارات الألمانية أكثر سهولة بعد اختراق نظام التشفير الألماني.
اختُرقت الأكواد اليدوية لوكالة الاستخبارات الألمانية مبكراً في الحرب، وتم تتبع أكواد كل من الوكالة وSD وجهاز إينجما. سمحت إشارات الاستخبارات في التأكد مما إذا كان العملاء المزدوجون موثوقين من قبل الألمان، وما هو التأثير الحقيقي لمعلوماتهم.
كانت المرحلة العصيبة في عمل المنظومة هي الحاجة إلى إرسال معلومات حقيقية جنباً إلى جنب مع المعلومات المضللة. سبب هذا الأمر مشاكل في فترة بداية الحرب. لاحقاً خلال الحرب، ومع كون المنظومة أصبحت أكثر تجهيزاً وتنظيماً، كان يتم دمج المعلومات المضللة في نظام التضليل. كان يتم هذا من أجل تمويه تطوير نظام «بحرية الحلفاء المساعدة للقاذفات». أرسل أحد العملاء معلومات حقيقية عن عملية تورتش للألمان. خُتمت بريدياً لكن نتيجة التأخير المتعمد الذي سببه المسؤولون البريطانيون؛ فإن المعلومات لم تصل إلى أن أصبح جنود الحلفاء على الشاطئ. أثارت المعلومات إعجاب الألمان كما لو أنها ظهرت قبل الهجوم، لكنها كانت عديمة الفائدة لهم من الناحية العسكرية.

## العملية خارج المملكة المتحدة
لم تكن المنظومة تعمل فقط ضمن المملكة المتحدة. فقد كان عدد من العملاء الذين تواصلوا مع المنظومة يقطنون في بلدان محايدة مثل إسبانيا والبرتغال، البعض الآخر كان على اتصال مباشر مع الألمان في المناطق المحتلة من أوروبا. أحد أشهر العملاء الذين عملوا في المنظومة خارج المملكة المتحدة كان دوسان بوبوف (الاسم المستعار له هو تريسايكل). حتى إنه كانت هناك حالة بدأ العميل فيها بإرسال المعلومات المضللة بشكل مستقل من البرتغال مستخدماً كتيبات، وخرائط، ومخيلة نشطة جداً كي يقنع مديره في الوكالة أنه يتجسس في المملكة المتحدة. العميل جوان باجول غاريسا (الاسم المستعار له هو غاربو) اخترع شبكة من العملاء المتعددين الوهميين ثم في النهاية أقنع السلطات البريطانية أنه يمكن أن يكون ذا فائدة. كان منغمساً في منظومة الصليب المزدوج مع شبكة عملائه الخياليين حيث حظي باحترام وكالة الاستخبارات الألمانية إلى أن توقفوا عن إنزال العملاء في بريطانيا بعد عام 1942. أصبح الألمان يعتمدون أكثر على الأخبار الزائفة التي تنقلها شبكة غاربو وباقي العملاء المزدوجين.

## قائمة بأسماء بعض العملاء
- آرتيست - جوني جيبس
- بالون - ديكي ميتالكف
- باسكت - جوزيف لينهان
- بيتل - بيتور تومسين
- بسكويت - سام مكارثي
- برونكس - إلفيرا تشاودير
- بروتس - رومان تشيرنافسكي
- كيرلس - كلارك كوراب
- كيليري - والتر ديكتس
- تشارلي - كينير
- تشيس - ريناتو ليفي
- كاويب - آرناسون ريز
- دريدناوت - إيفان بوبوف
- دراغون فلاي - هانز جورج
- فاذر - هينري آرنتس
- فيدو - روجر غروسجن
- فريك - ماركس فرانو دي بونا
- غاندر - هانز ريسن
- غاربو - جوان باجول غاريسا
- جيلاتين - غيردا سوليفان
- غيلبرت - أندريه لاثام
- غراف - جورج غراف
- جي دبليو - جوبلم ويليامس
- هاملت - كويستلر
- هاتشت - ألبرت دي جاغر
- جوزيف - يوري سميكلوف
- لي تشان - ماثليد كاري
- لامبرت - نيكيتوف
- ميتور - إيغن سوستاريك
- مونوبلان - بول جيانن
- بيبمارت - جوزيه بروغادا
- بوبيت - فاتو
- رينباو - غينثر شوتز
- سكروفي - ألفونس تيمرمان
- ذا سنارك - مارتيزا ميالوفيتش
- سنو - آرثر أوينز
- شبانل - إيفان شبانل
- سبرينغ بوك - هانز فون كوتزه
- ستيفان - كلاين
- سمر - غوستا كارلي
- سويت ويليام - ويليام جاكسون
- تاتي - فولف شميدت
- تريجر - ناثاليه سيرجاف
- تريسايكل - دوسان بوبوف
- واشاوت - إرنستو سايمونز
- واتشدوغ - فيرنر فون جانوفسكي
- ذا وورم - ستيفان زايتس
- زيغزاغ - إيدي تشامبمان